# Aeolidioidea
Aeolidioidea (лат.) — надсемейство брюхоногих моллюсков из отряда голожаберных (Nudibranchia). Спинная сторона покрыта неветвящимися цератами, в которые через выросты пищеварительной железы поступают клептокниды.

## Классификация
На декабрь 2018 года в надсемейство включают 8 семейств:
- Aeolidiidae Gray, 1827
- Babakinidae Roller, 1973
- Facelinidae Bergh, 1889
- Flabellinopsidae Korshunova et al., 2017
- Glaucidae Gray, 1827
- Notaeolidiidae Eliot, 1910
- Piseinotecidae Edmunds, 1970
- Pleurolidiidae Burn, 1966